# M67 (Granate)

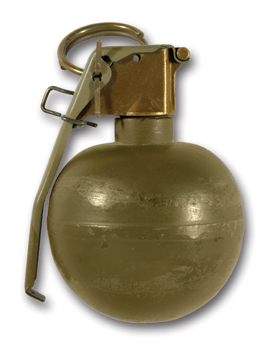
Granate M67

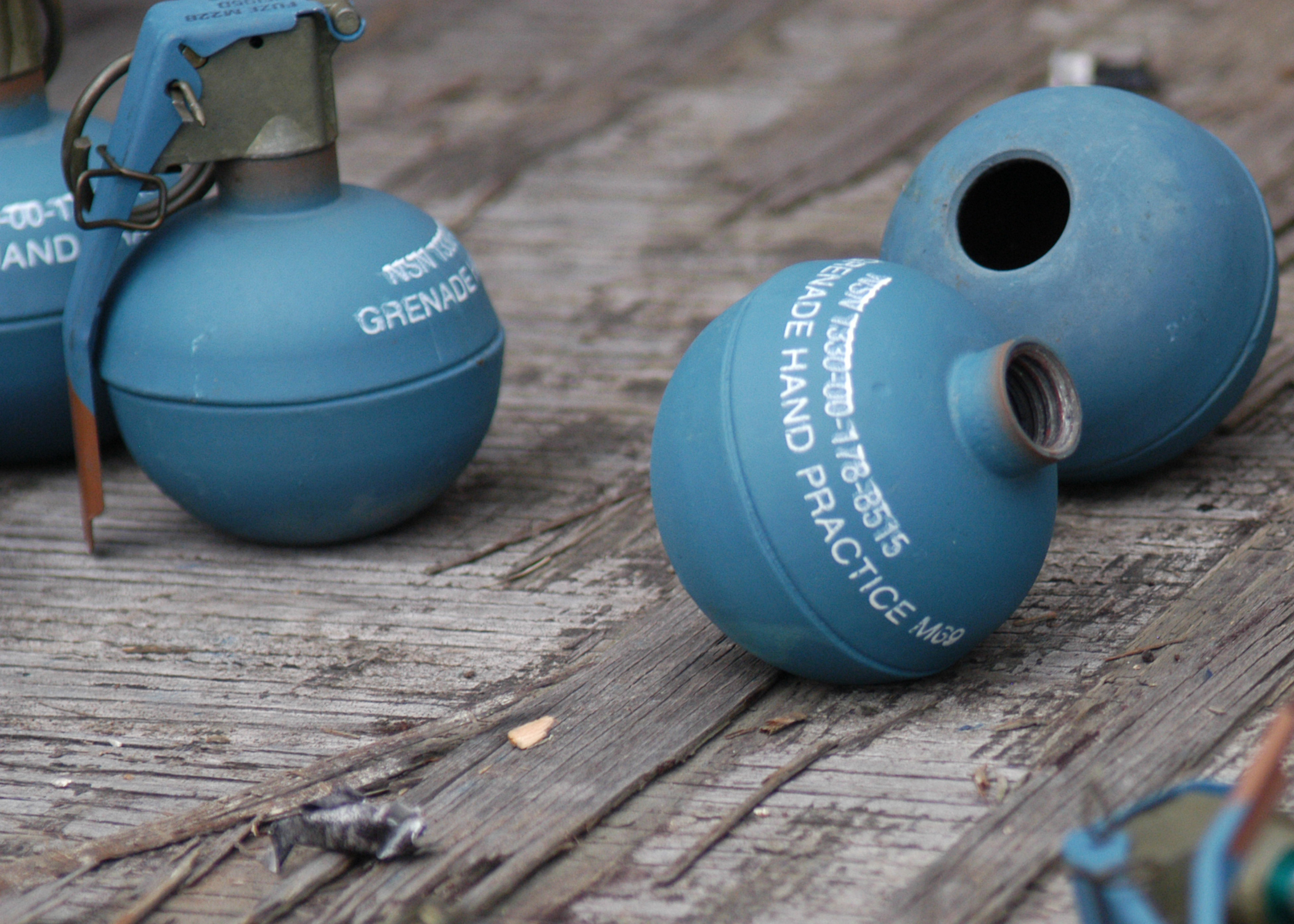
M67 Übungshandgranate

Die M67 ist eine von den Streitkräften der Vereinigten Staaten und den Kanadischen Streitkräften verwendete, hier als C13 bezeichnete, sehr effektive Splittergranate in der Form einer Eierhandgranate. Sie ist der Nachfolger der im Vietnamkrieg eingesetzten M61.
Sie wiegt bei einem Durchmesser von 6,5 Zentimetern 400 Gramm, besitzt bis zu fünf Zweitzünder, ein dreistufiges Sicherungs- und Aktivierungssystem und erzielt damit einen durchschnittlichen Wirkungsradius von 15 Metern. In einem Umkreis von fünf Metern hat sie meist tödliche Wirkung. Einzelne Bestandteile können bis zu 240 Meter weit geschleudert werden. Ein Soldat vermag die M67 im Durchschnitt etwa 40 Meter weit zu werfen.
Ihre Explosivfüllung Composition B, eine Mischung aus Hexogen und Trinitrotoluol (TNT), beträgt 185 Gramm. Sie verwendet einen M213-Zünder (delay fuse) mit einer Verzögerung zwischen vier und fünf Sekunden.
Sie ist mit Ausnahme der zusätzlichen Sicherheitsfunktion, dem Jungle clip, mit der M33 identisch.